# آکورد هفت نمایان

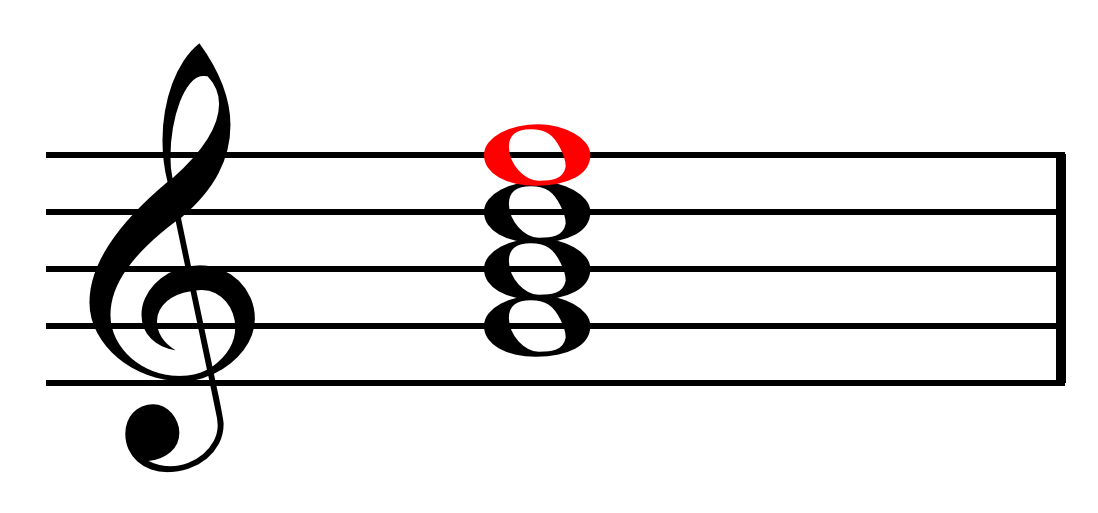
«آکورد هفت نمایان» روی نت سل

در تئوری موسیقی، آکورد هفت نمایان (انگلیسی: Dominant seventh chord) یا «آکورد ماژور مینور هفت»، یک آکورد هفت است که از پایه آکورد، سوم آکورد، پنجم آکورد و هفتم کوچک تشکیل شده‌است.

## ساختار
آکورد هفت نمایان، یک آکورد ماژور است که یک «هفتم کوچک» به آن اضافه شده‌است. همراه با نامِ پایهٔ آکورد که با عدد (7) مشخص شده‌است. یک مثال از آکورد هفت نمایان که بر روی نت سل با نماد (G7) متشکل از نت‌های (سل، سی، ر، فا) ساخته شده‌است:
آکوردهای هفت نمایان به‌خاطر وجودِ «چهارم افزوده» بین سوم و هفتم آکورد، دارای یک «ناخوشایندی قوی» است.
آکورد هفت نمایان اغلب در درجهٔ پنجم گام یا تنالیته ساخته می‌شود. به‌عنوان مثال: در تنالیتهٔ دو ماژور، نت سل، پنجمِ گام است و هفتمِ آکورد روی نت سل ساخته شده‌است (تصویر بالا). در این تصویر نت فا یک «هفتمِ کوچک» بالاتر از نتِ سل قرار دارد و با توجه به نت سل که نمایان است، «آکورد هفت نمایان» نامیده می‌شود. در عدد‌نویسی رومی، نمادِ (G7) با عنوان (V7) در تنالیتهٔ دو ماژور نشان داده می‌شود.
آکورد هفت نمایان شاید مهمترین «آکورد هفت» باشد. این اولین آکورد هفت بود که به‌صورت منظم در موسیقی کلاسیک ظاهر شد و تقریباً آکورد هفت نمایان، به اندازهٔ آکورد نمایان یافت می‌شود. عملکردِ نقش آکورد در آکوردهای نمایان، گرایش شدید به حل روی تونیک دارد.

## تاریخچه
آهنگسازان رنسانس به جای آکورد، فواصل را بر اساس هارمونی تصور می‌کردند، با این حال برخی نامطبوعی‌های مقطعی از فرکانس‌های هفتمِ نمایان مشاهده می‌شود. کلودیو مونته‌وردی (معمولاً به‌عنوان اولین کسی است که از آکورد هفت نمایان بدون «تهیه» استفاده می‌کند) و سایر آهنگسازان باروک شروع به «تهیه» و «حل» آکورد هفت به‌عنوان بخشی از هارمونی فونکسیونال کردند. گزیده‌ای از قطعهٔ «آریانا» (۱۶۰۸) اثر مونته‌وردی در زیر نشان داده می‌شود که در آن آکورد هفت نمایان (رنگ قرمز)، به‌صورت محافظه‌کارانه‌ای استفاده شده و به‌عنوان نت‌های زینت و نامطبوع، تهیه و حل می‌شود. 
آکورد (V7) در دوره کلاسیک مانند دورهٔ باروک به‌صورت مداوم استفاده می‌شد. در دورهٔ رومانتیک، هدایتِ صدای آزادتر به‌تدریج گسترش یافت و منجر به از بین رفتنِ هارمونی «فونکسیونال»، پس از رومانتیک و  امپرسیونیسم شد. از جمله کاربردِ آکورهای نامطبوع‌تر، از طریق پسوندهایی مانند آکورد گسترده، و استفادهٔ کمتر از آکورد مازور و مینور بود. در موسیقی کلاسیک قرن بیستم، یا آگاهانه از آکورد (V7) استفاده می‌شد، یا به‌طور کلی عاری از آکورد (V7) بود. این در حالی بود که هارمونی فونکسیونال از جمله (V7)، همچنان در موسیقی جاز و عامه‌پسند رواج داشت.
گزیده‌ای از قطعهٔ مازورکا در فا مینور (۱۸۴۹)، اپوس، ۶۸، اثر فردریک شوپن، میزان ۱ تا ۴، با هفتم نمایان (رنگ قرمز) که هفتم آکورد، به وضعیت مطبوعی در آن زمان رسیده بود.

## کاربرد

### نقش آکورد
نقش آکورد در هفت نمایان، گرایش به حل روی آکورد تونیک است. این آکورد بسیار برای آهنگسازان قابل استفاده است، زیرا هم دارای یک سه‌صدایی ماژور و هم دارای یک فاصلهٔ ترایتون است که در مجموع آکوردی پرقدرت را به خود اختصاص می‌دهد. «ترایتون» با همخوانی درجه سوم و درجه هفتم ایجاد می‌شود (مثلاً در آکورد G7، فاصلۀ بین نت سی و فا، یک ترایتون است).
نیاز آکورد V7 برای حل، از نظرِ گوش ما تقریباً غیرقابل اجتناب است. واضح و آشکار است که هفتم نمایان در حقیقت نیروی محرکه اصلی در موسیقی ما است.— گلدمن (۱۹۶۵)
در یک زمینهٔ دیاتونیک، نت پیشرو (محسوس) که سوم آکوردِ نمایان است، تمایل شدیدی برای حرکت به سمتِ تونیک دارد (به عنوان مثال در گام دو ماژور، سوم آکورد در G7، نتِ سی است). هفتم آکورد در بالاتر از آن به‌عنوان صدای پیشرو به سوم گام حل می‌شود (در دو ماژور، هفتم آکوردِ G7 (نت فا)، نیم پرده بالاتر است و در حرکتی به پایین روی نت می حل می‌شود). این ترکیبِ قدرتمندِ حرکت بخشِ پایه توسط پنجم، و حل طبیعیِ  «سه‌صدایی تونیک» توسط «سه‌صدایی نمایان» (به عنوان مثال از «سل، سی، ر» به «دو، می، سل» در گام دو ماژور)، یک کادانس ایجاد می‌کند که با استفاده از آن می‌توان یک قطعه یا یک بخش را به پایان برد. مثال:
به دلیل همین کاربردِ اولیهٔ آکورد نمایان، به سرعت راهی آسان برای فریبِ گوش شنونده، با یک «کادانس فریب‌دهنده» شد. آکورد هفت نمایان همچنین ممکن است در دایره‌ای از توالی آکوردها بعد از درجه روپایه (ii) قرار گیرد.
از همه مهمتر، آکوردهای هفت نمایانِ غیر دیاتونیک (گاهی اوقات از آن به‌عنوان یک کروماتیک هفتم استفاده می‌شود) که از یک گام دیگر قرض گرفته شده‌است، می‌تواند به آهنگساز اجازه دهد که مدولاسیون را به گام دیگری تعدیل کند. این تکنیک به‌ویژه از دوره کلاسیک بسیار رایج است و منجر به استفاده بیشتر و ابتکاری از آکورد هفت نمایان مانند: نمایان فرعی (از چپ به راست: V7/V، نمایش در پایین)، نمایان گسترده (از چپ به راست: V7/V/V) و نمایان جانشین (از چپ به راست: V7/V♭) شده‌است.

### صدای پیشرو
صدای پیشرو در دوران قواعد مشترک با «حلِ دقیقِ» آکورد هفت نمایان:
- در حل (V7) به (I) صدای پیشروی روپایه (ر)، گرایش قوی به حل روی تونیک (دو) دارد در حالی که زیرنمایان (فا) به میانی (می) حل می‌شود.
- در حل دیگری نت نمایان (سل) ثابت می‌ماند، محسوس (سی) به تونیک و زیرنمایان (فا) به میانی (می) حل می‌شود.
- هر چهار صدا در آکورد هفت موجود است، گرچه ممکن است نت پایه تکرار شود و پنجم آکورد حذف شود.
- پنجم کاسته (اگر هفتم بالای سوم آکورد باشد، مانند میزان اول) به داخل حل می‌شود. در حالی که چهارم افزوده (اگر هفتم زیر سوم آکورد باشد، مانند میزان دوم) به بیرون حل می‌شود.
- پایهٔ آکورد (V7)، اگر در باس باشد، به پایهٔ (I) حل می‌شود.
- در (V7) ناقص، اگر پنجمِ آکورد حذف شود، پایهٔ آکورد تکرار می‌شود.

## جدول آکورد هفت نمایان
| نماد | پایه   | سوم بزرگ         | پنجم درست   | هفتم کوچک   |
| ---- | ------ | ---------------- | ----------- | ----------- |
| C7   | دو     | می               | سل          | سی بمل      |
| C♯7  | دو دیز | می دیز (فا)      | سل دیز      | سی          |
| D♭7  | ر بمل  | فا               | لا بمل      | دو بمل (سی) |
| D7   | ر      | فا دیز           | لا          | دو          |
| D♯7  | ر دیز  | فا دوبل دیز (سل) | لا دیز      | دو دیز      |
| E♭7  | می بمل | سل               | سی بمل      | ر بمل       |
| E7   | می     | سل دیز           | سی          | ر           |
| F7   | فا     | لا               | دو          | می بمل      |
| F♯7  | فا دیز | لا دیز           | دو دیز      | می          |
| G♭7  | سل بمل | سی بمل           | ر بمل       | فا بمل (می) |
| G7   | سل     | سی               | ر           | فا          |
| G♯7  | سل دیز | سی دیز (دو)      | ر دیز       | فا دیز      |
| A♭7  | لا بمل | دو               | می بمل      | سل بمل      |
| A7   | لا     | دو دیز           | می          | سل          |
| A♯7  | لا دیز | دو دوبل دیز (ر)  | می دیز (فا) | سل دیز      |
| B♭7  | سی بمل | ر                | فا          | لا بمل      |
| B7   | سی     | ر دیز            | فا دیز      | لا          |

## یادداشت
1. ↑  L'Arianna
2. ↑  Richard Franko Goldman